# Oberleitungsbus Genua
Der Oberleitungsbus Genua ist das Oberleitungsbus-System der italienischen Hafenstadt Genua in der Region Ligurien.
Obwohl Genua schon von 1938 bis 1973 ein weit ausgedehntes Obusnetz in Betrieb hatte, wurde das heutige System im Jahre 1997 eröffnet.
Heute besteht das Netz auf einer einzigen Linie (der 20), die in Ost-West-Richtung zwischen den Stadtteilen Foce und Sampierdarena übers Stadtzentrum verkehrt.